# Etruriai Köztársaság
Az Etruriai Köztársaság (olaszul Repubblica de Etruria, franciául République d'Étrurie) egy igen rövid ideig (1799–1801-ig) fennálló francia csatlós állam volt a Bonaparte Napoléon csapatai által megszállt Toszkánai Nagyhercegség területén. 1799-ben kiáltották ki. Az Arezzóban kitört franciaellenes népfelkelés („Viva Maria”), majd ennek nyomán a Firenzét megszálló osztrák katonaság átmenetileg helyreállította a nagyhercegséget, de az 1800 októberében visszatérő francia megszálló haderő ismét visszaállította a republikánus államformát. A köztársaságot végül Bonaparte tábornok szüntette meg 1801. március 21-én, helyén létrehozta az Etruriai Királyságot, amelynek trónját a spanyol Bourbon-ház parmai ágának adta.

## Története

### Előzményei
1792-ben, közvetlenül a francia forradalmi háború kitörése előtt III. Ferdinánd toszkánai nagyherceg (1769–1824) semlegességi szerződést kötött a Francia Köztársasággal. Ő volt az első európai uralkodó, aki formálisan elismerte a forradalmi rendszert. Az első koalíciós háború során azonban a Habsburg-ház nyomására mégis hadat üzent Franciaországnak. Bonaparte tábornok itáliai hadjáratának sikereit látva 1795. február 9-én még egyszer sikerült békét kötnie, és semleges álláspontra helyezkednie.
1796 májusában Bonaparte elfoglalta Lombardiát, és a Pápai állam ellen fordult. Wurmser tábornagy császári hadereje sem tudta útját állni. 1796 nyarán Bonaparte leverte a pápai haderőt, menet közben bevonult Firenzébe, ahol katonái gazdag hadizsákmányra „tettek szert”. Ennek hatására a Parmai, a Modenai Hercegség és a pápai állam is késznek mutatkozott jelentős pénzösszegekkel és műkincsekkel megvásárolni a békét. Modena, Reggio, Ferrara és Bologna fejedelemségekből Bonaparte megalkotta a Ciszpadániai Köztársaságot, Lombardiából pedig a Transzpadániai Köztársaságot. Az 1797. október 17-én a Campo Formió-i béke helybenhagyta Bonaparte hódításait. III. Ferdinánd nagyherceg ekkor még megtarthatta hatalmát.

### Első kikiáltása, 1799.
1799-ben a második koalíciós háborújának első évében egy francia csapat ismét bevonult Firenzébe. Helybéli plebejus csoportok csatlakoztak hozzájuk. A francia megszállók és kollaboránsaik elűzték a nagyherceget és felállították a „Szabadság Fáját”. Francia személyekből álló ideiglenes kormány alakult, amely kikiáltotta az Etruriai Köztársaságot. III. Ferdinánd családostul Bécsbe menekült.
Az új republikánus hatalom istentagadó, ateista természete a toszkánai vidék lakosságában elégedetlenséget keltett. VII. Piusz pápa és a nagyhercegség főpapsága ellenforradalmat szervezett, franciaellenes éllel. Arezzóban és Toszkánának a Pápai állammal határos területein parasztfelkelés robbant ki. A felfegyverzett bandák, akik magukat sanfedistáknak (Sanfedisti) nevezték „Viva Maria”! csatakiáltással indultak harcba, és sikeresen elűzték a francia helyőrségeket, véres atrocitásoktól sem riadva vissza. 1799 végére Szuvorov tábornagy harctéri sikerei egész Észak-Itáliában visszavetették Bonaparte hadait. Toszkánát osztrák csapatok szállták meg, akik igyekeztek véget vetni a zűrzavarnak. Firenzében új kormányt alakítottak az elmenekült nagyherceg nevében.

### Második kikiáltása, 1800.
1800. június 14-én a marengói csatában Bonaparte fontos győzelmet aratott. 1800 októberében Toszkánát ismét francia csapatok szállták meg, leverték a sanfedista felkelőket, és visszaállították a köztársasági berendezkedést. Ezúttal a megszállók léptek fel erőszakosan, templomokat fosztottak ki, és számos atrocitást követtek el a civilek ellen. A sanfedista parasztfelkeléstől megrettent lakosság mégis megkönnyebbülve fogadta őket. Murat tábornok, aki később Napóleon császár kegyéből a Nápoly–Szicíliai Királyság uralkodója lett, ideiglenes köztársasági kormányt alakított Firenzében.
1801-ben a Bonaparte tábornok által kikényszerített lunéville-i békeszerződésben III. Ferdinánd nagyhercegnek, és a Habsburg–Lotaringiai-ház másodszülötti (secundogenitur) vonalának formálisan is le kellett mondania Toszkána trónjáról.

### Megszűnése, 1801.
1801. március 21-én Bonaparte első konzul és Manuel de Godoy spanyol főminiszter megkötötték az aranjuezi szerződést, amelyben Bonaparte kárpótlást adott a Bourbon-parmai hercegi háznak Parma, Piacenza és Guastalla Hercegségek helyett, amelyeket Franciaországhoz kívánt csatolni. Az első konzul megszüntette az Etruriai Köztársaságot, helyén létrehozta az Etruriai Királyságot, amelynek trónját az aranjuezi szerződés értelmében a lemondatott I. Ferdinánd parmai herceg fia, Lajos Bourbon–parmai herceg kapta meg, aki természetesen csak a megszálló franciák bábjaként uralkodhatott.
I. Lajos etruriai király 1803-ban elhunyt, trónját kiskorú fia, Károly Lajos Bourbon-parmai herceg örökölte, aki helyett anyja, az özvegy Mária Lujza Jozefa anykirályné, IV. Károly spanyol király leánya régensként uralkodott 1807-ig, amikor Napóleon őt is lemondatta, és egész Etruriát a Francia Császársághoz csatolta.